# 후지와라노 사다카타

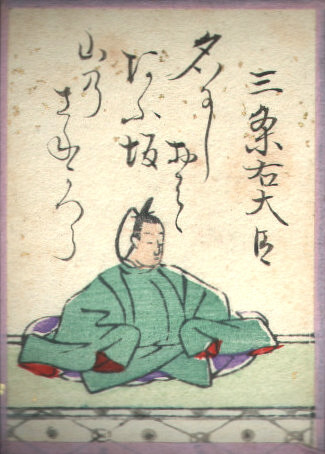

후지와라노 사다카타(일본어: 藤原定方, 873년 ~ 932년 음력 8월 4일)는 일본 헤이안 시대의 귀족, 시인이다. 내대신 후지와라노 다카후지의 차남이다.

## 와카
```
만나서 함께 잠든다는 오사카산 덩굴풀이여 남몰래 그리운 님 만날 길 알려다오
名にし負はば逢う坂山のさねかずら人に知られで来るよしもがな
```